# Benjamin Totori
Benjamin Totori es un futbolista salomonense que juega como delantero en el Lautoka fiyiano. 
Debutó en el Uncles FC (hoy Solomon Warriors) y tuvo un gran paso por el fútbol neozelandés jugando para el YoungHeart Manawatu y el Waitakere United. Entre 2012 y 2013 fue el único futbolista salomonense en jugar al fútbol profesionalmente, siendo contratado por el Wellington Phoenix.

## Carrera
En 2004 hizo su debut oficial en el Uncles FC de las Islas Salomón. Jugó allí hasta que en 2005, los dirigentes del YoungHeart Manawatu se interesaron por él y decidieron efectuar su compra. En el club neozelandés, donde jugó hasta 2007, convirtió 32 goles. Posteriormente recaló en el Waitakere United, donde obtuvo el título en el Campeonato de Fútbol de Nueva Zelanda 2007/08. Luego del gran logro jugó un tiempo muy corto en el club estadounidense Portland Timbers en 2008 para volver al Waitakere United ese mismo año. En 2010 regresó a su país para jugar en el Koloale FC, donde ganó la antigua Primera División de las Islas Salomón en 2009/10 y los playoffs de la S-League en 2011. Previo a la temporada 2012/13 de la A-League, el Wellington Phoenix neozelandés lo contrató, convirtiéndose en el único jugador de fútbol de las Islas Salomón que jugaba en un club profesional. En 2013, tras una paupérrima temporada, los dirigentes del Phoenix decidieron rescindirle su contrato y negociaron con el Oakleigh Cannons para que Totori integre el plantel del club australiano. Ese mismo año regresaría a su país para jugar en el Western United.
A principios de 2014 fue contratado nuevamente por el Waitakere United de cara a la Liga de Campeones de la OFC, aunque terminado dicho torneo regresó al Western United. Luego de un corto paso por el Three Kings United en 2017, arribó al Lautoka fiyiano en 2018.

### Clubes
| Club                | País           | Año             |
| ------------------- | -------------- | --------------- |
| Uncles              | Islas Salomón  | 2004 - 2005     |
| YoungHeart Manawatu | Nueva Zelanda  | 2005 - 2007     |
| Waitakere United    | Nueva Zelanda  | 2007 - 2008     |
| Portland Timbers    | Estados Unidos | 2008            |
| Waitakere United    | Nueva Zelanda  | 2008 - 2010     |
| Koloale             | Islas Salomón  | 2010 - 2012     |
| Wellington Phoenix  | Nueva Zelanda  | 2012 - 2013     |
| Oakleigh Cannons    | Australia      | 2013            |
| Western United      | Islas Salomón  | 2013 - 2014     |
| Waitakere United    | Nueva Zelanda  | 2014            |
| Western United      | Islas Salomón  | 2014 - 2017     |
| Three Kings United  | Nueva Zelanda  | 2017            |
| Lautoka             | Fiyi           | 2018 - Presente |

### Selección nacional
Con la selección de su país jugó dos ediciones de los Juegos del Pacífico, habiendo conseguido la medalla de plata en 2011. Además, participó de la Copa de las Naciones de la OFC 2012, donde le anotó un gol a Papúa Nueva Guinea y tres a Nueva Zelanda, en dos partidos, y de la edición 2016.